# 聊天弒
《聊天弒》（英語：Chatroom）是2010年一部英國恐怖片，由中田秀夫執導，亞倫·強森主演，並根據愛爾蘭劇作家Enda Walsh的作品改編而成。內容主要藉由現代人生活最常接觸到的「網路」來闡述青少年在網路空間迷失自我，甚至引來殺機。

## 劇情
吉姆（Jim）、伊娃（Eva）、愛蜜莉（Emily）和莫（Mo）不約而同的進入了「雀兒喜青少年」（Chelsea Teens!）聊天室，在這裡他們遇到了版主—威廉（William），這四個人都不約而同的被威廉迷人的魅力給吸引住，但威廉其實並不是大家所想像中的那樣，他不但工於心計而且具有多重面向，是個十足的危險人物。當吉姆敞開心房向大家透露自己的秘密時，威廉發現他找到了可以操縱的受害者，威廉趁著聊天室內其他人下線的時候，不斷的提供負面建議給吉姆，看似是善意的幫助，其實威廉真正的目的是要摧毀吉姆。威廉這樣的行徑被伊娃和莫發現，兩人決定在真實世界中見面並且召集愛蜜莉一起搶救吉姆，但是威廉已經搶得先機，不但已經將和吉姆見面還讓其他人的電腦系統當機無法聯絡，本來是快樂的聊天室網路遊戲如今卻演變成了現實生活中殘酷的生死之際...
本片探討的不只是犯罪，重點是犯罪背後潛藏的因素。網路的高自由度及千變萬化的誘惑常常會讓使用者誤入歧途，如果再加上有心人士的操作常常就會造成傷害。

## 角色
- 亞倫·強森 - William
- 漢娜·穆雷 - Emily
- 伊莫珍·蓋伊·波茨 - Eva
- Matthew Beard - Jim
- 丹尼爾·卡盧亞 - Mo
- Megan Dodds - Grace
- Michelle Fairley - Rosie
- Nicholas Gleaves - Paul
- Jacob Anderson - Si
- 理察·麥登 - Ripley

## 外部連結
- Chatroom電影官方網站 （英文）
- 網際網路電影資料庫（IMDb）上《聊天弒 （页面存档备份，存于）》的資料 （英文）